# Schabbesdeckel

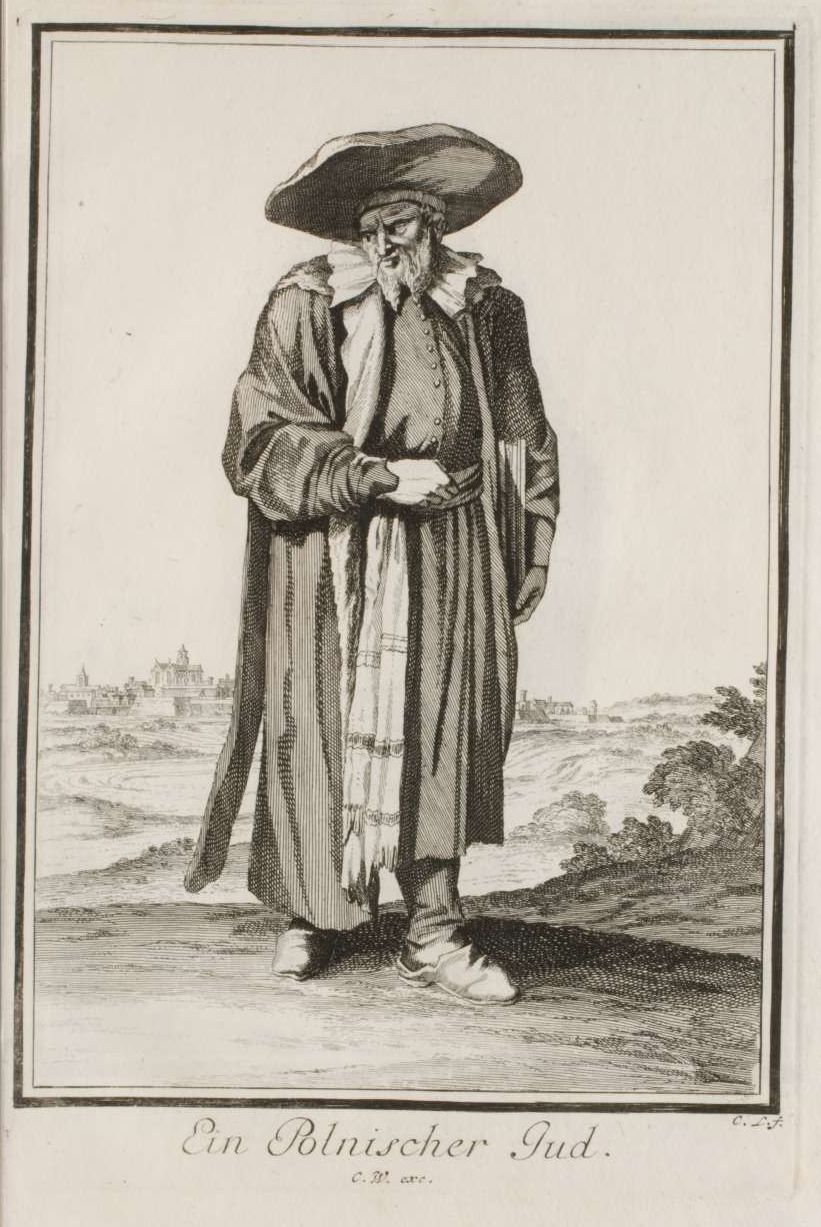
Bild eines polnischen Juden mit Schabbesdeckel aus :Neu-eröffnete Welt-Galleria, Worinnen […] allerley Aufzüg und Kleidungen unterschiedlicher Stände und Nationen. Der Abgebildete trägt sowohl aus Polen als auch aus Deutschland stammende Kleidungsstücke.

Der Schabbesdeckel (von jiddisch Schabbes Schabbat) war eine Art Barett, das von jüdischen Männern im 17. und 18. Jahrhundert zum Gottesdienst in der Synagoge am Schabbat und hohen Feiertagen getragen wurde. In der offiziellen Sprache wurde diese Kopfbedeckung als breite Haube oder Breitehaube bezeichnet.
Die Mütze leitet sich vom Barrett des 17. Jahrhunderts ab.  Sie besteht aus Tuch oder Filz und hat die Form eines ausladenden Baretts. Die charakteristische flache, steife Form, die zu der Bezeichnung Deckel führte,  wurde durch einen innen liegenden Metallring erreicht.
Diese Kopfbedeckung galt als Teil der Schabbattracht ehrbarer Hausväter. In Frankfurt war den Juden von der Stadtobrigkeit das Tragen des Schabbesdeckels außerhalb der Judengasse verboten und wurde dort durch einen Schlapphut ersetzt. In der Mannheimer Lemle Moses Klaus war den Schülern als Synagogenbekleidung Mantel und breite Haube vorgeschrieben. Der Schabbesdeckel wurde als spezifische Bekleidung für den Synagogenbesuch gesehen. Zuletzt wurde diese Kopfbedeckung nur noch von denjenigen getragen, die zur Tora aufgerufen wurden.
Im Laufe des 19. Jahrhunderts kam die Kopfdeckung außer Gebrauch. Sie wurde durch normale Hüte oder das Käppchen (Kippa) ersetzt.
Wort und Gegenstand waren im christlichen Kontext gut bekannt.  Das Wort ist in einige deutsche Dialekte übergegangen. Dort bezeichnet es, nachdem das Barett außer Gebrauch gekommen ist, allgemein den formalen Hut, den Juden am Schabbat tragen, speziell den Zylinder, der im Reformjudentum beliebt war. Darüber hinaus hatte das Wort verschiedene Nebenbedeutungen wie Sonntagshut, Zylinder,  oder auch alter, schäbiger Hut.